# Davetta Sherwood
Pour les articles homonymes, voir Sherwood.
Davetta Sherwood  est une actrice américaine née le 27 janvier 1984 à Mount Vernon (New York).

## Biographie
Elle jouait le rôle de Lily Winters dans le soap opera Les Feux de l'amour (The Young and the Restless) depuis février 2006, rôle tenu par Christel Khalil jusqu'en septembre 2005.  Davetta a arrêté de jouer dans ce soap opera lorsque Christel a repris le rôle de Lily fin 2006.

## Filmographie

### Cinéma
- 2005 : Venom : Patty
- 2005 : Back in the Day : Tosha Cooper
- 2008 : A Talent for Trouble : Jessica
- 2011 : The Thing : Davida Morris

### Télévision
- 2003 : Platinium (Série TV) : Jade Rhames
- 2003-2004 : Boston Public (Série TV) : Dina Fallow
- 2005 : The Bernie Mac Show (Série TV) : Sherry
- 2006 : Les Feux de l'amour (The Young and the Restless) (Feuilleton TV) : Lily Winters Romalotti